# Tímea Kovács
Pour les articles homonymes, voir Kovács.
Tímea Kovács est une joueuse hongroise de volley-ball née le 5 février 1986. Elle mesure 1,85 m et joue au poste de centrale. Elle totalise 5 sélections en équipe de Hongrie.

## Clubs
| Club              | De        | À         |
| ----------------- | --------- | --------- |
| SZDRE Szeged      | 1999-2000 | 2002-2003 |
| Vasas Budapest    | 2003-2004 | 2005-2006 |
| Gödöllői RC       | 2006-2007 | 2006-2007 |
| BSE-FCSM          | 2007-2008 | 2009-2010 |
| Újpesti TE        | 2010-2011 | 2011-2012 |
| Quimper Volley 29 | 2012-2013 | 2012-2013 |
| VB Pexinois Niort | 2013-2014 | 2013-2014 |
| CEP Saint-Benoît  | 2014-2015 | …         |

## Palmarès
- Championnat de Hongrie
  - Vainqueur : 2005, 2009, 2010.
  - Finaliste : 2004, 2006, 2007.
- Coupe de Hongrie
  - Vainqueur : 2005, 2006, 2010.